# Deleaster dichrous
Deleaster dichrous är en skalbaggsart som först beskrevs av Johann Ludwig Christian Gravenhorst 1802.  Deleaster dichrous ingår i släktet Deleaster och familjen kortvingar. Arten är reproducerande i Sverige. Inga underarter finns listade i Catalogue of Life.